# Mistrovství Evropy ve vzduchových zbraních 2018
Mistrovství Evropy ve vzduchových zbraních 2018 se konalo od 16. do 25. února 2018 v Audi aréně ve městě Györ, Maďarsko. V celkem 42 soutěžích došlo k 1106 startům závodníků ze 48 evropských zemí. Jedna ze soutěží byla také součástí kvalifikace na Olympijské hry mládeže 2018 v Buenos Aires. Mimo to došlo k inovaci soutěží tříčlenných družstev.
V medailovém pořadí zvítězila Ruská federace, následovaná Ukrajinou a Německem. Česká republika (tým Českého střeleckého svazu) skončila se ziskem 1 zlaté (Denisa Bezděčná) a 1 stříbrné (Filip Nepejchal) medaile na pátém místě.